# Frýdlant (hrad, okres Česká Lípa)
Frýdlant je zaniklý hrad v okrese Česká Lípa. Je známý z písemných pramenů, ale jeho poloha nebyla s jistotou lokalizována. Ve starší literatuře bývá zaměňován s Hradem u Kvítkova, na jehož místě bývá zakreslován v turistických mapách. Tomáš Durdík považuje za pravděpodobné jeho ztotožnění s Hradem u Hvězdy.
Hrad nechali postavit pravděpodobné páni z Frýdlantu, kteří byli odnoží rodu Ronovců. V písemných pramenech se hrad objevuje poprvé v roce 1257 a opuštěn byl nejpozději ve druhém desetiletí čtrnáctého století. Jméno hradu se poté ještě nějakou dobu objevovalo v predikátech různých Ronovců a v šestnáctém století je několikrát zmíněn jako pustý. Podle starší literatury hrad vznikl v poslední čtvrtině třináctého století. Jeho majiteli byli v té době Hynek a Albert z Frýdlantu, synové Častolova ze Žitavy.